# Hochkreuzspitze
Die Hochkreuzspitze ist ein 2739 m ü. A. hoher Berggipfel der Villgratner Berge an der Grenze zwischen den Gemeinden St. Jakob in Defereggen (Osttirol, Österreich) und Gsies (Südtirol, Italien).

## Lage
Die Hochkreuzspitze liegt im Nordwesten der Villgratner Berge am Zentralen Hauptkamm, der hier Osttirol im Norden von Südtirol im Süden trennt. Der Gipfel befindet sich zwischen dem Plankfeld (2664 m ü. A.) im Norden und den Hellböden (2711 m ü. A.) im Südosten, wobei zwischen der Hochkreuzspitze und den Hellböden der Pfoisattel liegt. Am Grat zwischen der Hochkreuzspitze und dem Pfoisattel befindet sich zudem noch das unbedeutende Mitterhochkreuz (2702 m ü. A.). Vom Mitterhochkreuz verläuft ein kurzer Südwestgrat zum Niederen Hochkreuz. Die Westflanken der Hochkreuzspitze fallen ins Südtiroler Gsieser Tal ab, die Ostflanken ins Osttiroler Tal des Stallebachs.

## Anstiegsmöglichkeiten
Das Normalweg von Norden führt von der Ortschaft Rinderschinken über die Alpe Stalle durch das Tal des Stallebach zur Hinteren Stalle-Alm. Von hier führt der markierte Wanderweg bis in den Talschluss und danach westwärts über die Südostflanke zunächst in den Pfoisattel oder direkt auf den Südgrat und zum Gipfel. Von Süden ist die Hochkreuzspitze aus dem Arntal von der Unterstallebach aus erreichbar. Hier führt der ebenfalls markierte Weg westwärts über den Schwarzsee und die Seealm auf den Hauptkamm der Villgratner Berge und von hier über die Hellböden und danach knapp unterhalb des Kammes bis zur Hochkreuzspitze. Aus dem Gsieser Tal kann die Hochkreuzspitze über das Tal des Pfoibachs und den Pfoisattel oder über den etwas weiter nordöstlich liegenden Weg über die Neuwaldalm und einen breiten Bergrücken erfolgen. Weitere Anstiegsmöglichkeiten sind der Übergang vom Gsieser Törl oder die Kammüberschreitung vom Plankfeld.